# Azot monoksid reduktaza (citohrom c)
Azot monoksid reduktaza (citohrom c) (EC 1.7.2.5, Azot monoksidna reduktaza (citohrom c)) je enzim sa sistematskim imenom azot monoksid:fericitohrom-c oksidoreduktaza. Ovaj enzim katalizuje sledeću hemijsku reakciju:
azotsuboksid + 2 fericitohrom c +2O {\displaystyle \rightleftharpoons } 2 azot monoksid + 2 ferocitohrom c + 2 H+
Enzim iz Pseudomonas aeruginosa sadrži dinuklearni centar koji obuhvata nehemni centar gvožđa i hem b3, plus hem c, hem b i kalcijum. Akceptor je citohrom c551.

## Literatura
- Nicholas C. Price; Lewis Stevens (1999). Fundamentals of Enzymology: The Cell and Molecular Biology of Catalytic Proteins (Third изд.). USA: Oxford University Press. ISBN 019850229X.
- Eric J. Toone (2006). Advances in Enzymology and Related Areas of Molecular Biology, Protein Evolution (Volume 75 изд.). Wiley-Interscience. ISBN 0471205036.
- Branden C; Tooze J. Introduction to Protein Structure. New York, NY: Garland Publishing. ISBN 0-8153-2305-0.
- Irwin H. Segel. Enzyme Kinetics: Behavior and Analysis of Rapid Equilibrium and Steady-State Enzyme Systems (Book 44 изд.). Wiley Classics Library. ISBN 0471303097.

## Spoljašnje veze
- Nitric+oxide+reductase+(cytochrome+c) на 